# 香港e道
《香港e道》是凤凰卫视香港台的一档文化脱口秀节目，周一至周五每天播出一集，每集长约4分钟，主持人为著名香港文化人马家辉，讲述香港和内地文化界发生的大小事情，解构两地文化上的差异。

## 播出时间
《香港e道》在凤凰卫视香港台的播出时间为：
- 首播：22:55-23:00（周一至周五）
- 重播：4:25-4:30；12:55-13:00；17:55-18:00 （周二至周六）

## 节目话题
- 20110328 香港精神八達通
- 20110329
- 20110330
- 20110331
- 20110401

- 20110404 兒童節
- 20110405 拜山
- 20110406 在香港吃日本菜
- 20110407 孫中山在香港
- 20110408 香港人的衛生問題

- 20110411 躺在地底的名人
- 20110412 Bob Dylan
- 20110413 中產階級也“被發展”
- 20110414 今天你懷孕了嗎？
- 20110415 立體電影大作戰

- 20110418 怕怕了，北京的哥爺們！
- 20110419 乞兒，可憐不可憐？
- 20110420 迪士尼，是不是樂園？
- 20110421 十二小時的賣命工作
- 20110422 香港沒有好書店

- 20110425 復活蛋，是雞蛋，不是兔蛋
- 20110426 派錢已成定局，扶貧仍待加油
- 20110427 鄧光榮啟示錄
- 20110428 駒哥傳奇

- 20110502 深圳起飛與中國起飛
- 20110503 世界新聞自由日
- 20110504 現在進行式的五四運動
- 20110505 大學圖書館的香港模式
- 20110506 誰來觀看肉蒲團？

- 20110509 太平清醮保太平
- 20110510 港式關二哥
- 20110511 香港人心中的女王
- 20110512 威廉王子還有勇氣步入教堂嗎？
- 20110513 沙士之後，香港真的乾淨了嗎？